# Psychotria peduncularis
Psychotria peduncularis là một loài thực vật có hoa trong họ Thiến thảo. Loài này được (Salisb.) Steyerm. miêu tả khoa học đầu tiên năm 1972.